# Ayed Habashi
Ayed Habashi (hebräisch עאיד חבשי; * 10. Mai 1995 in Iksal) ist ein israelischer Fußballspieler.

## Karriere

### Verein
Habashi begann seine Karriere bei Maccabi Haifa. Im April 2013 debütierte er in der Ligat ha’Al, als er am sechsten Spieltag der Meisterrunde der Saison 2012/13 gegen Bne Jehuda Tel Aviv in der Startelf stand. Dies blieb sein einziger Saisoneinsatz.
In der Saison 2013/14 kam er zu drei Einsätzen in der höchsten israelischen Spielklasse. Nachdem er in der Saison 2014/15 zu keinem Einsatz für Haifa gekommen war, wurde er im Februar 2015 an den Ligakonkurrenten FC Bnei Sachnin verliehen. Für Bnei Sachnin absolvierte er bis Saisonende 13 Spiele in der Ligat ha’Al.
Nach dem Ende der Leihe kehrte er zu Haifa zurück und kam in der Saison 2015/16 in 15 Ligaspielen zum Einsatz. Im Februar 2017 wurde er erneut verliehen, diesmal an Hapoel Ra’anana, für das er vier Spiele absolvierte. Zur Saison 2017/18 wurde er an Bne Jehuda Tel Aviv weiterverliehen. Im Dezember 2017 erzielte er bei einem 2:1-Sieg gegen Maccabi Netanja sein erstes Tor in der höchsten israelischen Spielklasse. Für Bne Jehuda kam er zu 36 Ligaeinsätzen, in denen er ein Tor erzielte.
Zur Saison 2018/19 kehrte er zu Haifa zurück. Für Maccabi Haifa kam er in jener Saison zu 31 Einsätzen. Bis 2021 blieb er im Verein und wechselte dann zum Ligakonkurrenten Hapoel Ironi Kirjat Schmona.

### Nationalmannschaft
Habashi spielte zwischen 2013 und 2014 für die israelische U-19-Auswahl. Mit dieser nahm er 2014 an der EM teil. Habashi kam in allen drei Spielen Israels zum Einsatz, mit seinem Land musste er jedoch punktelos als Letzter der Gruppe A in der Vorrunde ausscheiden. Zwischen 2015 und 2016 kam er für die U-21-Mannschaft zum Einsatz.
Im September 2018 debütierte er für die A-Nationalmannschaft, als er in der UEFA Nations League gegen Albanien in der Startelf stand.